# Tsakistra
Tsakistra (griechisch Τσακίστρα) ist eine Gemeinde im Bezirk Nikosia in der Republik Zypern. Bei der Volkszählung im Jahr 2021 hatte sie 80 Einwohner.

## Lage und Umgebung

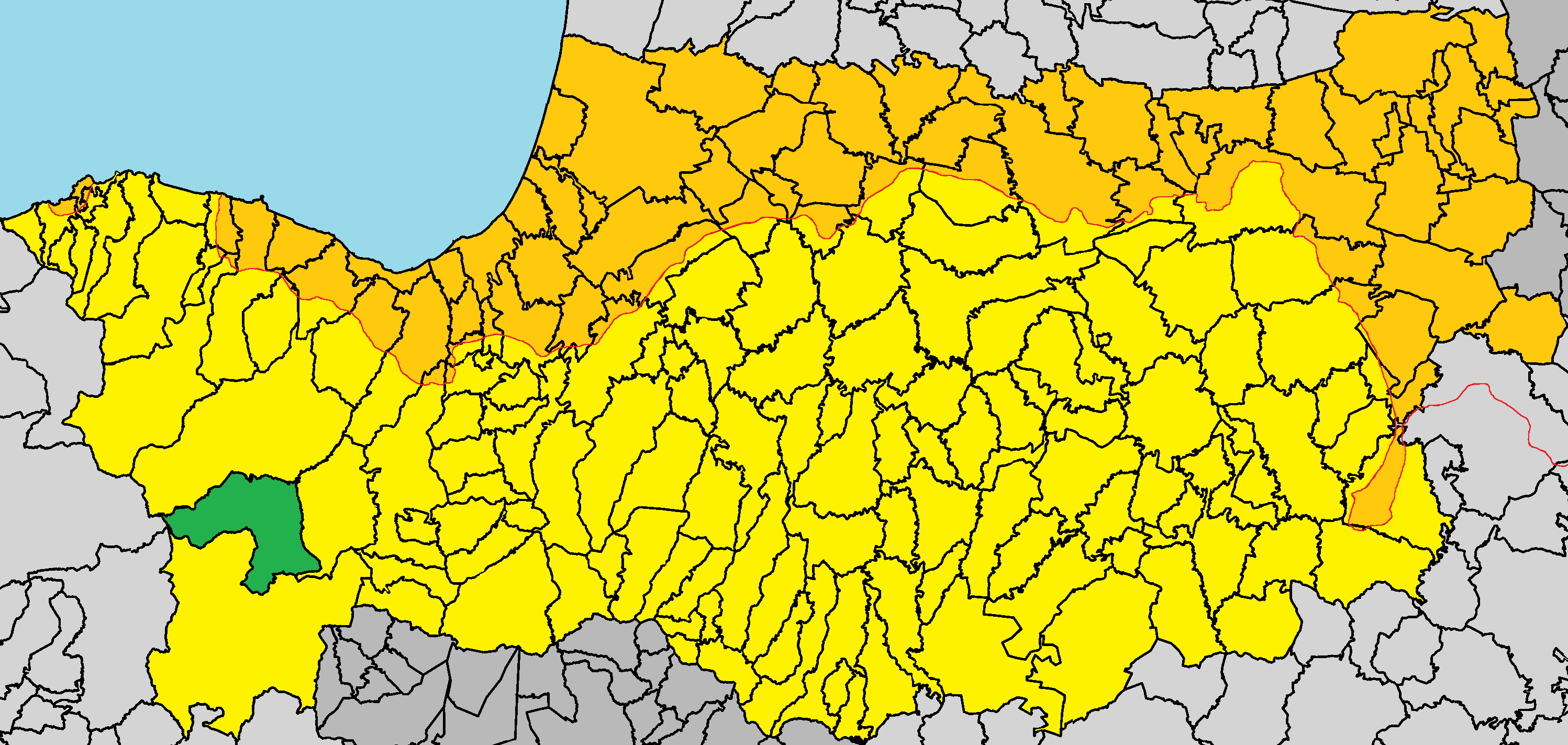
Lage im Bezirk Nikosia

Tsakistra liegt im Troodos-Gebirge der Mittelmeerinsel Zypern auf einer Höhe von etwa 910 Metern, etwa 92 Kilometer südwestlich von Nikosia, 76 Kilometer nordwestlich von Limassol, 137 Kilometer westlich von Larnaka und 72 Kilometer nordöstlich von Paphos. Das 33,1557 Quadratkilometer große Dorf grenzt im Noden an Kambos, im Osten an Gerakies, im Süden an Mylikouri und im Westen an Lysos. Das Dorf kann über die Straße E912 erreicht werden.
Die durchschnittliche jährliche Niederschlagsmenge beträgt etwa 800 Millimeter. Trotz des hohen Niederschlags ist die landwirtschaftliche Entwicklung durch das bergige Gelände nicht so verbreitet. Das bebaute Land macht nur 2 % der gesamten Verwaltungsfläche aus. Es werden Weinreben und verschiedene Arten von Obstbäumen, hauptsächlich Kirschen und Äpfel und in geringerem Maße Birnen, Pfirsiche, Pflaumen und Kiwis, angebaut. Der größte Teil des Gemeindegebiets wird vom Paphos-Staatswald eingenommen. Geologisch betrachtet wird das Gemeindegebiet von den harten und haltbaren Gesteinen des Diabas dominiert, auf denen sich kieselhaltige Böden entwickelten.

## Geschichte
An der Stelle, an der sich Tsakistra befindet, befand sich ursprünglich ein Metochi des benachbarten Klosters Kykkos. Nach und nach gründeten die Arbeiter dieses Anteils die Siedlung und erwarben eigene Grundstücke. Die Gründung des Dorfes fand in der osmanischen Zeit statt. Infolge der türkischen Invasion in Nordzypern (1974) flohen griechische Zyprioten vor allem aus der Ebene von Morfou südwärts, so dass die Einwohnerzahl des Dorfes um mehr als 100 Bewohner anstieg. Nach 1976, als die Zahl der Bewohner bei knapp 350 auf dem Höhepunkt stand, ging diese Zahl binnen weniger Jahre auf unter 150 zurück. Seither sinkt sie kontinuierlich weiter.

### Bevölkerungsentwicklung
Die folgende Tabelle zeigt die Bevölkerung des Dorfes, wie sie in den in Zypern durchgeführten Volkszählungen erfasst wurde.
| Jahr      | 1881 | 1891 | 1901 | 1911 | 1921 | 1931 | 1946 | 1960 | 1976 | 1982 | 1992 | 2001 | 2011 | 2021 |
| Einwohner | 92   | 108  | 136  | 152  | 149  | 148  | 282  | 218  | 342  | 148  | 136  | 96   | 79   | 80   |